# El Alto (La Paz)
El Alto (spaans voor De Hoogte) is een voorstad van La Paz op het Hoogland van Bolivia in het gelijknamige land Bolivia. De stad is gesitueerd langs de rand van de kloof waarin La Paz is gebouwd. El Alto is een van de hoogst gelegen steden van de wereld en bevindt zich op zo`n 4150 meter boven zeeniveau. El Alto is de snelst groeiende stad van Bolivia, dat komt door de massale verhuizing van het platteland naar La Paz, die al in 1952 begon.
De bevolking van El Alto bestaat voor 79% uit Aymara, 6% is Quechua en een overig deel van 19% komt uit Europa.

## Klimaat
El Alto heeft een koud klimaat, met een maximale temperatuur van 17 graden Celsius in de zomer.

## Geweld
Op 17 februari 2016 liep een betoging in El Alto uit de hand. Een administratief gebouw werd in brand gestoken, waardoor zes ambtenaren om het leven kwamen. De betoging was een initiatief van een groep vaders voor beter onderwijs. Het geweld kwam enkele dagen voor een belangrijk referendum in Bolivia over een vierde ambtstermijn voor president Evo Morales.

## Galerij

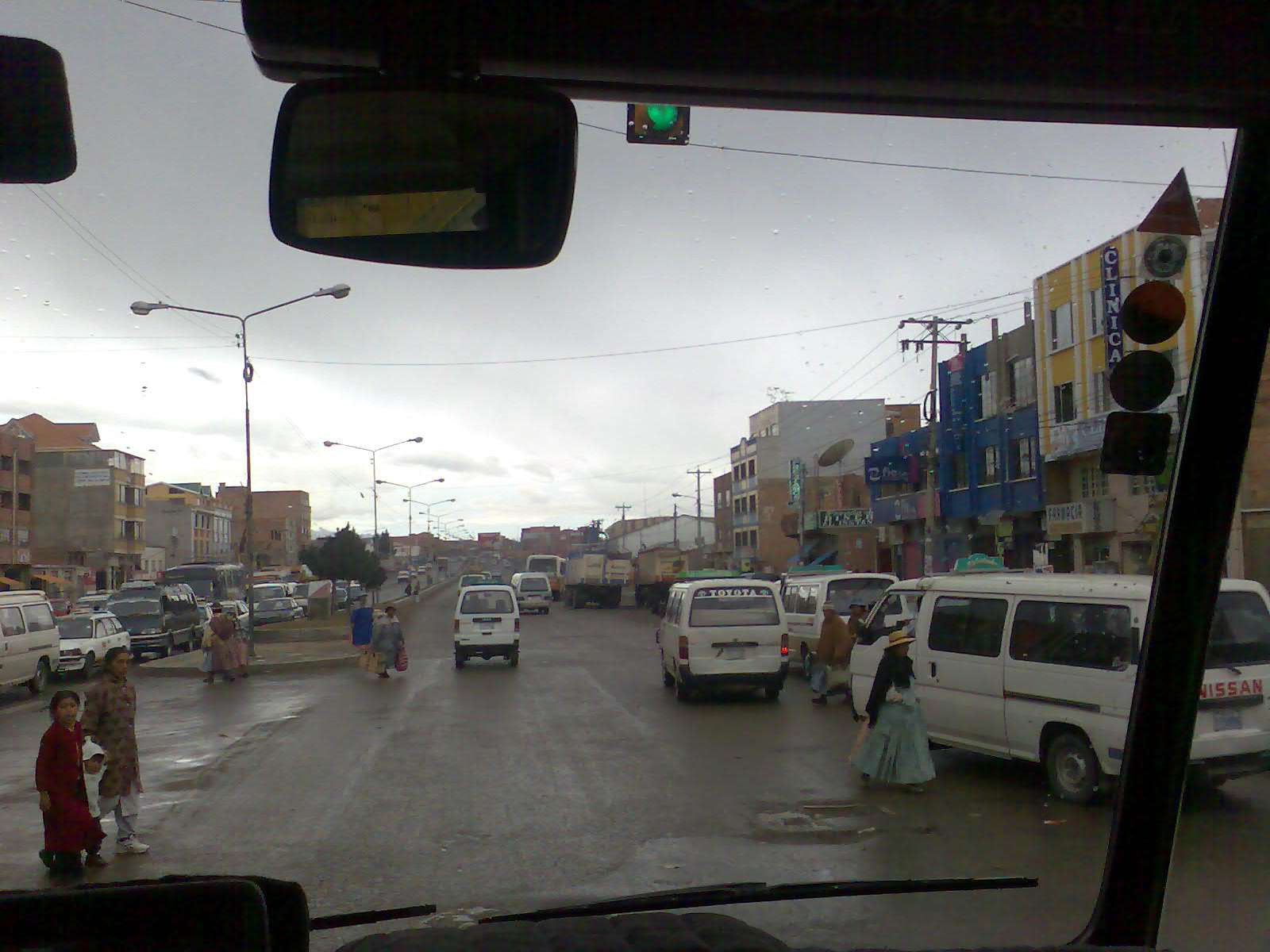
Hoofdweg door El Alto
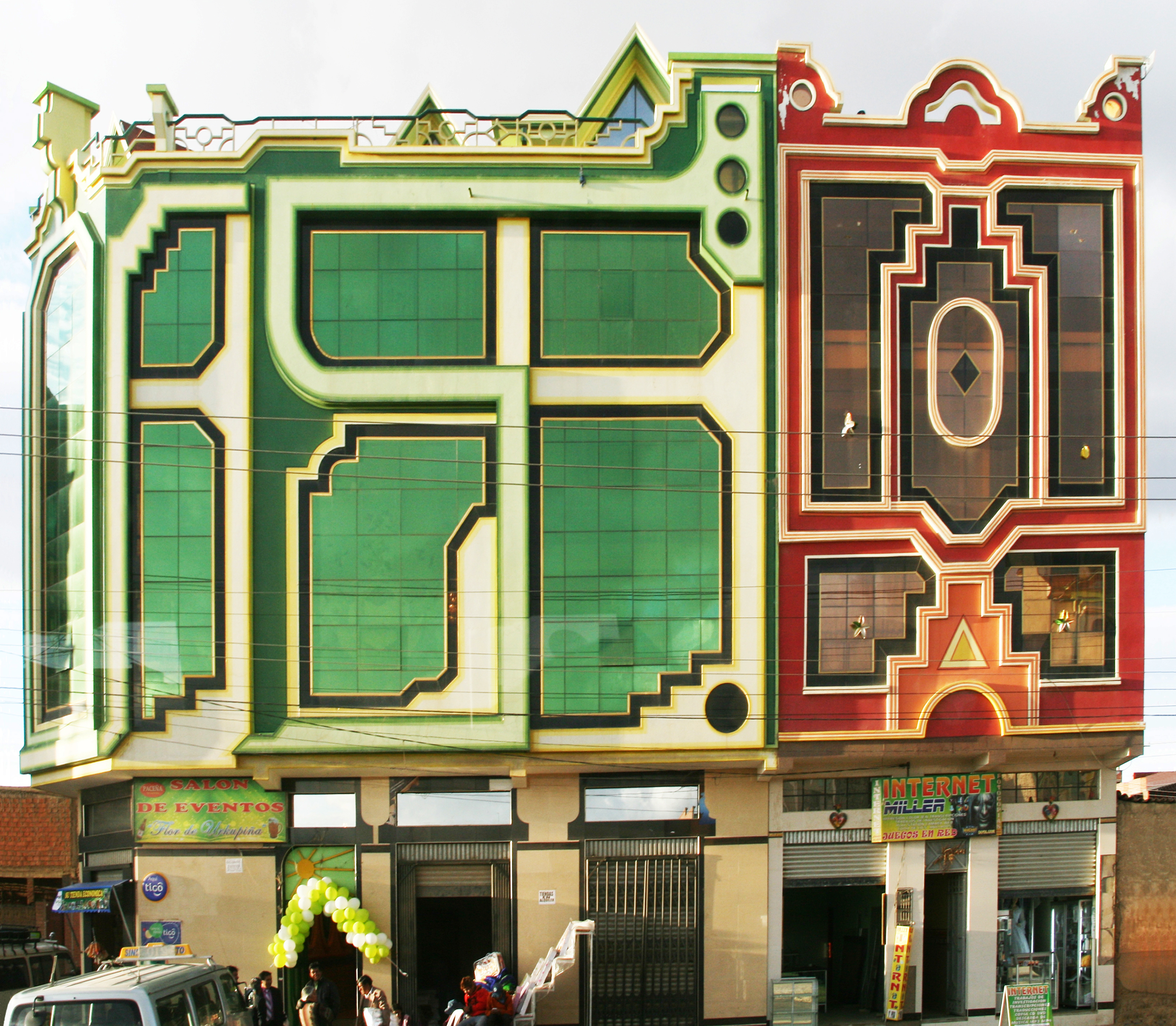
Typische moderne architectuur